# Salvatore Italia
Salvatore Maria Giuseppe Italia (Palazzolo Acreide, 8 luglio 1896 – Roma, 28 febbraio 1954) è stato un politico e avvocato italiano.
Figlio di Sebastiano, medico, e Zocco Mariuccia. Fu eletto nel collegio di noto per la Democrazia Cristiana con 34.612 voti pari al 46,14%. Nel 1953 si ripresentò nel collegio ottenendo 25.548 voti pari a 33,52% ma non risultò eletto.